# Nijmegen Goffert vasútállomás
Nijmegen Goffert vasútállomás vasútállomás Hollandiában, Nijmegen városában.

## Vasútvonalak
Az állomást az alábbi vasútvonalak érintik:
- Tilburg–Nijmegen-vasútvonal

## Kapcsolódó állomások
A vasútállomáshoz az alábbi állomások vannak a legközelebb:
- Nijmegen vasútállomás
- Nijmegen Dukenburg vasútállomás